# Desfibrilador subcutáneo
El desfibrilador subcutáneo (en inglés S-ICD) es un producto sanitario implantable activo cuyo objetivo es detectar y tratar a través de descargas eléctricas, las arritmias cardiacas potencialmente malignas. El sistema se diferencia principalmente de los desfibriladores implantables endovenosos convencionales (DAI), porque tanto el generador como el electrodo se implantan de forma subcutánea, sin que sea necesario invadir ninguna estructura cardiovascular, evitándose de este modo los riesgos asociados a la implantación de electrodos endovenosos.
El S-ICD, al no incorporar un electrodo en contacto con el corazón, no puede ser utilizado como marcapasos en aquellos pacientes que necesiten estimulación antibradicardia. Por este mismo motivo, tampoco cuenta con terapia de estimulación antitaquicardia (en inglés ATP)

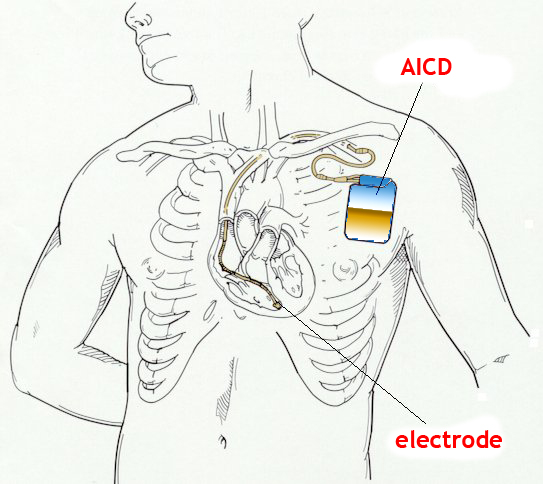
Desfibrilador con electrodo endovenoso (DAI)

.

## Historia
En el año 2000 se funda la empresa Cameron Health con base en San Clemente, California con el objetivo de desarrollar una nueva generación de desfibriladores implantables que eliminara la necesidad de utilizar electrodos endovenosos ubicados dentro del corazón. Esta nueva generación de desfibriladores es conocida como ‘desfibrilador subcutáneo’ (S-ICD).
En el 2009 el S-ICD recibe el Marcado CE, realizándose ese mismo año el lanzamiento comercial de esta tecnología en Europa. En el año 2012 la empresa de dispositivos médicos Boston Scientific adquiere Cameron Health
, incorporando el desfibrilador subcutáneo dentro de su cartera de productos.
En septiembre del 2012, el desfibrilador subcutáneo recibe la aprobación de la FDA, comenzándose la comercialización del S-ICD en Estados Unidos ese mismo año.

## Componentes del sistema
El sistema consta de dos componentes:  
1. Generador. Se compone de un circuito eléctrico, condensadores y batería. Dichos componentes están encapsulados en una carcasa de titanio. Además, cuenta con un cabezal de material plástico al que se le contecta el electrodo.
2. Electrodo subcutáneo. Incorpora una bobina para la entrega de la descarga eléctrica de alta energía y dos  anillos de detección, utilizados para medir la señal cardiaca del paciente. .

Para poder interactuar con el dispositivo, programarlo adecuadamente y rescuperar la información almacenada en el mismo, se utiliza un dispositivo de aspecto similar a un ordenador portátil denominado comúnmente programador.

## Funcionamiento

### Detección de la arritmia y desfibrilación

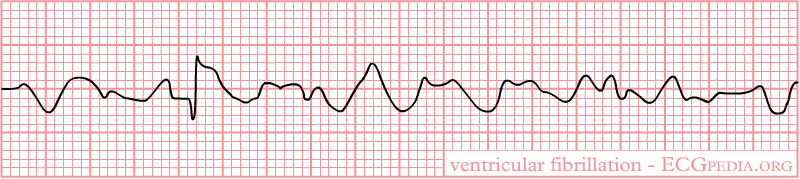
ECG donde se representa una fibrilación ventricular

El dispositivo está diseñado para entregar un descarga de alta energía (80 julios) cuando una arritmia potencialmente maligna (taquicardia ventricular rápida o fibrilación ventricular) es detectada. Los dos anillos de detección del electrodo y la carcasa del dispositivo dan lugar a tres posibles vectores de detección, el dispositivo selecciona de forma automática el que ofrezca mejor señal.

### Discriminación de arritmias de origen no ventricular
El desfibrilador subcutáneo cuenta con mecanismos para diferenciar y discriminar las arritmias de origen no ventricular (taquicardia sinusal, fibrilación auricular…) de las ventriculares con el objetivo de suministrar la descarga eléctrica solamente cuando sea necesario.

## Implante
La técnica de implante es diferente a la que se utiliza para implantar un DAI con electrodo endovenoso. Para implantar un desfibrilador subcutáneo no se requiere el uso de fluoroscopia (rayos X) dado que el procedimiento es guiado por marcas anatómicas. La ubicación del generador y del electrodo también es diferente: el generador se implanta en el costado izquierdo y electrodo se implanta debajo de la piel en forma de ‘L’.

## Indicaciones
El dispositivo está destinado a suministrar terapia de desfibrilación para el tratamiento de arritmias malignas en aquellos pacientes que no tienen bradicardia sintomática, taquicardias ventriculares incesantes o taquicardias ventriculares recurrentes que puedan ser terminadas usando terapia de estimulación antitaquicardia. El desfibrilador implantable tampoco puede ser utilizado en aquellos pacientes que tengan implantado un marcapasos unipolar.